# Skiren (Västra Eneby socken, Östergötland)
Skiren är en sjö i Kinda kommun i Östergötland och ingår i Motala ströms huvudavrinningsområde. Sjön har en area på 0,238 kvadratkilometer och ligger 158,8 meter över havet.

## Delavrinningsområde
Skiren ingår i det delavrinningsområde (644625-148419) som SMHI kallar för Utloppet av Drögen. Medelhöjden är 178 meter över havet och ytan är 57,42 kvadratkilometer. Det finns inga avrinningsområden uppströms utan avrinningsområdet är högsta punkten. Drillaån (Jonsboån) som avvattnar avrinningsområdet har biflödesordning 3, vilket innebär att vattnet flödar genom totalt 3 vattendrag innan det når havet efter 138 kilometer. Avrinningsområdet består mestadels av skog (72 procent). Avrinningsområdet har 10,08 kvadratkilometer vattenytor vilket ger det en sjöprocent på 17,5 procent.